# Perla Haney-Jardine
Perla Haney-Jardine (Niterói; 2 de mayo de 1997) es una actriz estadounidense-brasileña. Es más conocida por su papel en Kill Bill: Volumen 2 como B.B, la hija de Beatrix Kiddo (La Novia) y Bill.

## Vida personal
Perla Haney-Jardine nació en Niterói, en el estado de Río de Janeiro (Brasil). Empezó haciendo comerciales antes de comenzar a actuar en el cine. Posteriormente se trasladó con su familia en Asheville, Carolina del Norte, Estados Unidos. Su padre, Chusy Haney-Jardine, es un director venezolano, y su madre, Jennifer Macdonald, es una productora de cine estadounidense.

## Carrera
Haney-Jardine protagonizó la película de 2005 Dark Water, junto a Jennifer Connelly y Tim Roth. En 2008 interpretó el papel de la hija del personaje de Diane Lane en la película Untraceable. En la película biográfica de 2015 Steve Jobs interpretó el papel de Lisa Jobs, hija de Steven Jobs.

## Filmografía
| Año  | Título                        | Papel                 | Notas        |
| ---- | ----------------------------- | --------------------- | ------------ |
| 2004 | Kill Bill vol. 2              | B.B                   |              |
| 2005 | Dark Water                    | Natasha Rimsky/Dahlia |              |
| 2007 | Spider-Man 3                  | Penny Marko           |              |
| 2007 | Anywhere, USA                 | Perla                 |              |
| 2008 | Untraceable                   | Annie Haskins         |              |
| 2008 | Genova                        | Maria                 |              |
| 2009 | Salvar el futuro              | Lauduree              | Cortometraje |
| 2011 | El tiempo en el futuro        | Lauduree              |              |
| 2015 | Steve Jobs                    | Lisa Brennan-Jobs     |              |
| 2017 | Midnighters                   | Hannah                |              |
| 2019 | Once Upon a Time in Hollywood | Hippie                |              |